# دشتكون كلمك غلال (تشين)
دشتکون کلمك غلال (بالفارسية: دشتکون کلمک گلال) هي قرية تقع في إيران في قسم تشین الريفي. يقدر عدد سكانها بـ 31 نسمة .